# Venus of the South Seas
Venus of the South Seas è un film muto del 1924 diretto da James R. Sullivan. È l'ultimo film della carriera cinematografica di Annette Kellerman qui nei panni di una bella ragazza che vive nei mari del sud, figlia di un commerciante di perle.

## Trama
John Royale e sua figlia Shona sono gli unici non-nativi residenti nell'immaginaria isola di Manea, nel Pacifico. Essi si occupano prevalentemente del commercio di perle, per il cui approvvigionamento, non esente da pericoli, si avvalgono della mano d'opera indigena. Data la situazione accade spesso che alcuni ladri tentino di impadronirsi delle perle ripescate, ma incontrano la vivace opposizione di Shona, ella stessa abile tuffatrice e apneista.
L'unica connessione regolare di Manea con il resto del mondo è data dalla nave "Southern Cross", che ogni tre mesi visita l'isola, al comando del capitano John Drake; l'uomo dimostra una spiccata simpatia ricambiata per Shona e, quando sbarca, si occupa anch'egli di perle dando la preferenza a quelle rubate, che acquista sottobanco.
Un giorno un'imbarcazione da diporto ormeggia poco al largo dell'isola e Shona, incuriosita, si tuffa e si intromette nello yacht a ficcanasare. Qui incontra il giovane Robert Quane, che, quando Shona scappa riguadagnando a nuoto la terraferma, la insegue su una scialuppa, in giacca e cravattino: fra i due scoppia l'amore a prima vista.
Tempo dopo John muore. Shona si deve liberare di un nativo che cerca di violentarla, poi si appresta a lasciare in fretta e furia l'isola, dopo avere preso con sé delle preziose perle, alla volta di Samoa, come le aveva consigliato il padre, avventurandosi poco coscienziosamente su una piccola barca a vela. Di nuovo un nativo la insegue per impadronirsi delle perle, ma Shona non esita a ucciderlo.
Robert Quane, nel frattempo, nel tentativo di rivedere Shona a ogni costo, si era imbarcato come mozzo sulla Southern Cross; proprio quella nave avvista una mattina la barca con Shona alla deriva e trae in salvo la naufraga, che si riunisce così con il proprio amato. A bordo il capitano Drake cerca di usare violenza a Shona e, non riuscendovi, ripiega sulle perle che la donna porta con sé. Ma Shona getta a mare l'involucro con le perle. Un polinesiano dell'equipaggio viene ritenuto il più adatto per tuffarsi e andare a recuperarle, ma, dopo averci provato, esausto, desiste. Il capitano costringe allora Shona a tuffarsi.
Frattanto, a seguito di una lite con il capitano, Robert era stato posto, legato, su una barca, sulla quale doveva essere abbandonato al largo. Un uomo dell'equipaggio, Mac, aveva preso posizione a favore dei malcapitati, e aveva munito Shona di un coltello, con il quale la giovane aveva manomesso alcuni meccanismi della nave, prima di tuffarsi. Ora, mentre Mac ha slegato Robert, Shona riemerge con le perle e si riunisce all'amato e a Mac sulla barca, mentre la nave, a causa del sabotaggio, non riesce a inseguirli. Poco distante si profila un'isola, verso la quale la barca si dirige.

## Produzione
Il film fu prodotto dalla Lee-Bradford Corporation, una piccola compagnia di produzione e distribuzione attiva dal 1921 al 1926. Venne girato in Nuova Zelanda, nella Golden Bay, a Tasman in bianco e nero, ma con un rullo a colori per cui venne usato il sistema inventato da William van Doren Kelley, il Prizma Color, basato sulla mescolanza sottrattiva dei colori.

## Distribuzione
Distribuito dalla Davis Distributing Division, il film uscì nelle sale cinematografiche statunitensi nel febbraio 1924.
Copie della pellicola sono conservate negli archivi londinesi del British Film Institute, in quelli della George Eastman House di Rochester, nel New Zealand Film Archive di Wellington e a Washington, alla biblioteca del Congresso che, nel 2004, restaurò il film, ricostruendo la stampa di un rullo in Prizmacolor.